# Bob Morris (Fußballtrainer)
Bob Morris ist ein papua-neuguineischer Fußballtrainer, der zwischen 2019 und 2021 die Nationalmannschaft von Papua-Neuguinea trainierte. 2021 hat er das Traineramt bei Lae City FC übernommen.

## Karriere als Trainer
Im Oktober 2015 wurde Morris zum Trainer von Madang FC ernannt, nachdem er zuvor Besta PNG United trainiert hatte. Kurz vor den Pazifikspielen 2019 wurde er Trainer der Nationalmannschaft von Papua-Neuguinea. 2020 wechselte Morris zu Morobe Wawens in die höchste Spielklasse Papua-Neuguineas, nachdem er die vorherige Saison bei Laiwaden FC verbracht hatte. Im Jahr 2021 übernahm er dann das Traineramt beim Lae City FC.